# Berkeley Heights
Berkeley Heights è una città degli Stati Uniti d'America, nella Contea di Union, nello Stato del New Jersey.